# بدون سابقه
بدون سابقه (به انگلیسی: Cleanskin) فیلمی در ژانر جاسوسی و دلهره‌آور محصول ۲۰۱۲ بریتانیا. نویسنده و کارگردان این فیلم هادی هاجیگ بوده و هنرپیشگانی مانند شان بین، شارلوت رمپلینگ و جیمز فاکس در آن به ایفای نقش پرداخته‌اند. 

## داستان
ایوان یک مأمور سرویس اطلاعات مخفی است. چند سال پیش او همسرش را در یک بمب‌گذاری تروریستی از دست داده است و کینه شدیدی از تروریست‌ها دارد. به او از سوی مافوقش مأموریت‌هایی برای قتل غیرقانونی تروریست‌ها داده می‌شود. از سویی اَش (اشرف) یک دانشجوی حقوق مسلمان است که شیفتهٔ یک دختر انگلیسی است. مردی مسلمان به نام نبیل به او نزدیک می‌شود و به مرور بذر نفرت از غرب را در وجود او پرورش می‌دهد. اش دانشگاه و دوست دخترش را ترک می‌کند و به فعالیت برای نبیل می‌پردازد. به دستور نبیل اش به یک قاتل برای کشتن یک افسر بازنشسته انگلیسی و خواهر و کودک نوزادش کمک می‌کند و پس از آن به افغانستان فرستاده می‌شود. سپس در بازگشت به انگلستان وظیفهٔ یک بمب‌گذاری و ترور یک فرد آمریکایی بدو محول می‌شود. از آن طرف به ایوان مأموریت قتل یک بمب‌گذار انتحاری داده می‌شود. ایوان آن فرد را زنده‌زنده می‌سوزاند، ولی ژاکت انتحاری او را نمی‌یابد. رئیسش بدو می‌گوید که اطلاعات اشتباه داده شده، ولی ایوان به قضیه شک می‌کند. تا اینکه همکار ایوان سعی می‌کند او را بکشد.